# Daxin

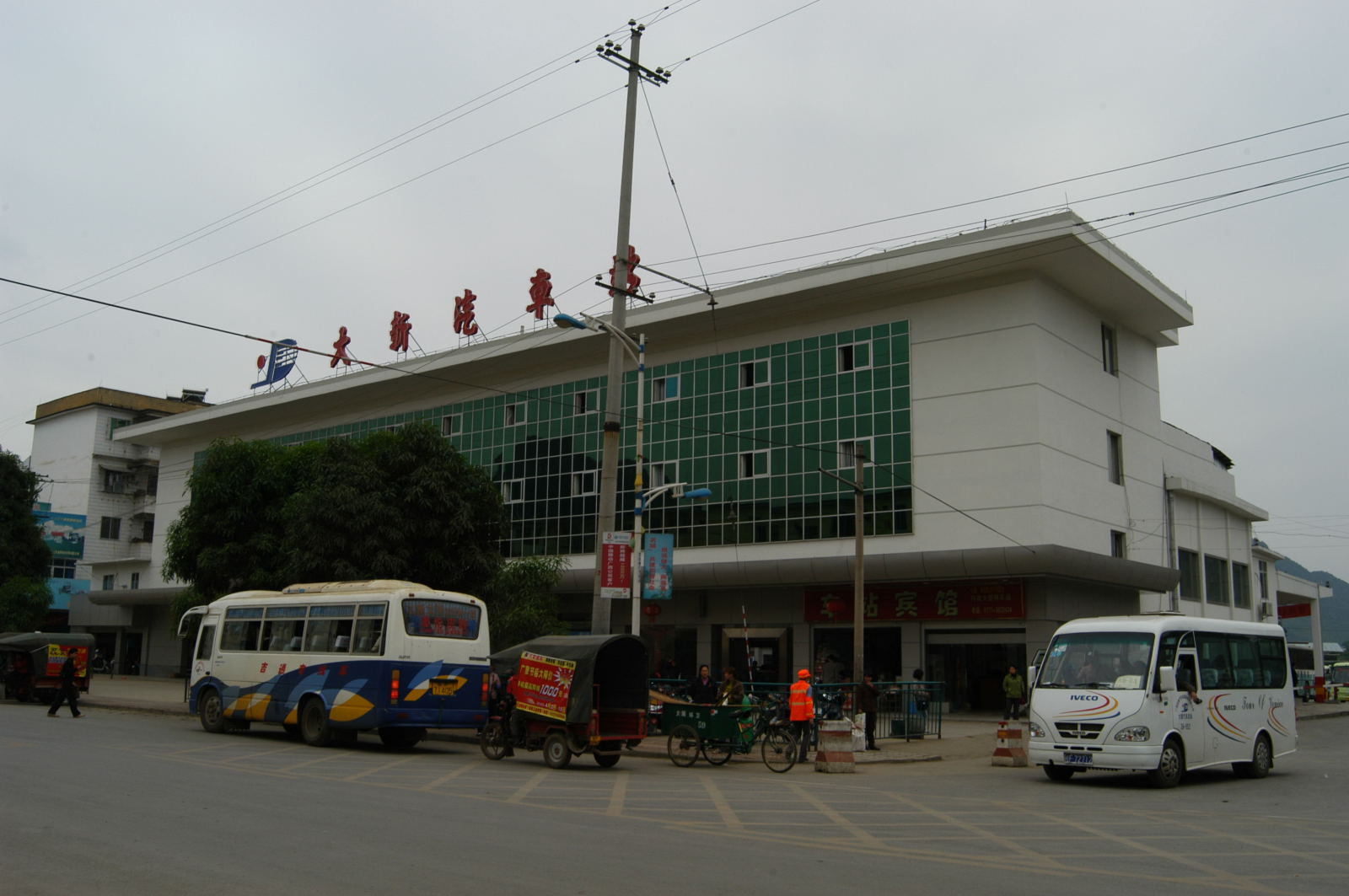
Busbahnhof in Daxin

Daxin (chinesisch 大新县, Pinyin Dàxīn Xiàn; Zhuang Dasinh Yen) ist ein Kreis der bezirksfreien Stadt Chongzuo im Autonomen Gebiet Guangxi der Zhuang in der Volksrepublik China. Er hat eine Fläche von 2.744 km² und zählt 308.800 Einwohner (Stand: 2018). Sein Hauptort ist die Großgemeinde Taocheng (桃城镇). Größte Sehenswürdigkeit des Kreises und beliebtestes touristisches Ausflugsziel sind die Bản-Giốc-Detian-Wasserfälle, die auf der Grenze zu Vietnam liegen.

## Administrative Gliederung
Auf Gemeindeebene setzt sich der Kreis aus fünf Großgemeinden und neun Gemeinden zusammen. 